# Thérèse Raquin – Du sollst nicht ehebrechen
Thérèse Raquin – Du sollst nicht ehebrechen ist ein französisch-italienischer Spielfilm aus dem Jahre 1953 nach dem gleichnamigen Roman von Émile Zola. Unter der Regie von Marcel Carné spielten Simone Signoret und Raf Vallone die Hauptrollen. In Westdeutschland kam der Film ein Jahr später ins Kino, die Ostdeutsche Premiere erfolgte erst 1963.

## Handlung
Zolas Handlung des Jahres 1867 wurde in die Gegenwart (1953) verlegt. Die Geschichte spielt in einer düsteren Gegend von Lyon. Camille Raquin, der kränkliche Spross einer traditionsreichen Familie von Stoff- und Textilhändlern, sieht mit seiner Mutter an der Rhône den Boule-Spielern zu. Seine Ehefrau Thérèse, früh Waise geworden, steht ein wenig abseits, von der Spielleidenschaft ihres Mannes und der Schwiegermutter gelangweilt. Ihr Leben daheim sieht sie als trist und hoffnungslos an, die dominante Schwiegermutter besitzt die totale Kontrolle über den durchsetzungsschwachen Camille. Ihren Mann hatte Thérèse vor allem deswegen geheiratet, um im Leben eine ökonomische Perspektive zu haben, denn nach dem Tod ihrer leiblichen Eltern wurde sie an die Tante weitergereicht, die sie vor sechs Jahren mit Camille zusammenführte. Camille ist ein Weichling, der sich offenbar auch hinter seinen Krankheiten versteckt. Oft geht es nur darum, dem plötzlich an einer aufkommenden Erkältung leidenden Camille rechtzeitig eine Wärmflasche zu reichen, bevor er sich noch vor Einbruch der Dämmerung ins Bett legt und einschläft. Sehnsüchtig erhofft sich Thérèse eine Befreiung aus diesem freudlosen Ehekäfig.
Da taucht eines Tages Laurent auf. Der Italiener ist das ganze Gegenteil von Camille, ein „ganzer Mann“ von der Sorte „dampfender Macho“. Laurent ist aber auch ein Freund Camilles und verdient seinen Lebensunterhalt als Lkw-Fahrer. In der zentralen Verladestation für den städtischen Speditionsverkehr soll er für die Messageries Malabert mehrere Kisten verladen. Doch Laurent gerät mit Camille Raquin in seiner nunmehrigen Funktion als Warenkontrolleur aneinander, weil dieser Probleme macht, als es darum geht, die Frachtpapiere abzuzeichnen. Eines Abends bringt Laurent den betrunkenen Camille nach Hause und lernt in Camilles Geschäftsräumen dessen Ehefrau Thérèse kennen, die er anfänglich für Camilles Schwester hält. Laurent trägt ihren nicht mehr auf eigenen Beinen stehenden Gatten in den ersten Stock und legt ihn auf das Ehebett. Zuvor hatte er Camille versprochen, am kommenden Donnerstagabend zum Brettspiel im Rahmen eines familiären Beisammenseins zu kommen. Als Laurent sich von Thérèse verabschiedet wird klar, dass die Luft zwischen den beiden vibriert … und beiden ist dies mitnichten unangenehm. Am besagten Donnerstag sitzt Laurent anstatt mit seiner Arbeitskluft im für ihn ungewohntem Anzug und mit Krawatte neben Thérèse am Spieltisch. Er hat sich ganz offensichtlich für Thérèse feingemacht.
Dies ist der Beginn einer leidenschaftlichen Beziehung zweier Menschen, die das Risiko lieben und die, vor allem was Thérèse betrifft, aus ihrem Alltagseinerlei ausbrechen wollen. Laurent und Thérèse beginnen eine Affäre voller Leidenschaft und Begehren. Thérèse verlangt von Camille die Scheidung, da sie Laurent heiraten möchte. Der bedeutet für sie das Ticket zur Freiheit, die Möglichkeit, der kleinbürgerlichen Enge ihres Lebens und dem Drachen von Schwiegermutter zu entfliehen. Doch Camille weigert sich, einer Scheidung zuzustimmen. In Thérèse, die ihr Glück und ihre Zukunft bedroht sieht, reifen Mordpläne. Sie begleitet ihren Mann auf einer Zugfahrt, an der heimlich auch Laurent teilnimmt. Es kommt zu einem Handgemenge, und Laurent stößt den Nebenbuhler kurzerhand aus dem fahrenden Zug. Dabei kommt Camille ums Leben. Die Polizei glaubt der Unfall-Version und lässt bald die Dinge auf sich beruhen, während Camilles Mutter vor lauter Aufregung und Verlustschmerz einen Schlaganfall erleidet und daraufhin verstummt und gelähmt ist.
Doch es gibt einen Zeugen der Vorfälle namens Riton. Dieser will die beiden bei ihrem Mord an Camille beobachtet haben. Ritons Schweigen wird mit einer erklecklichen Bestechungssumme erkauft. Da überschlagen sich die Ereignisse: Riton wird von einem schleudernden Lastwagen erfasst und kommt dabei zu Tode. Ein von ihm für den Fall seines Todes aufgesetzter Brief, in dem er das Pärchen Laurent und Thérèse des Mordes beschuldigt, ist nun zur Polizei unterwegs…

## Synchronisation
Es existieren zwei deutsche Synchronfassungen, eine Westdeutsche und eine Ostdeutsche. Die BRD-Fassung entstand bei der Via-Film Synchron GmbH, Berlin. Georg Rothkegel schrieb das Dialogbuch und führte Regie. Die DDR-Fassung entstand beim DEFA Studio für Synchronisation, Berlin. Erika Hirsch schrieb das Dialogbuch und Lisa Honigmann führte Regie.
| Rolle                            | Darsteller        | Synchronsprecher (BRD 1954) | Synchronsprecher (DDR 1963) |
| -------------------------------- | ----------------- | --------------------------- | --------------------------- |
| Thérèse Raquin                   | Simone Signoret   | Eleonore Noelle             | Annemone Haase              |
| Laurent, ihr Liebhaber           | Raf Vallone       | Wolf Martini                | Hannjo Hasse                |
| Camille Raquin, Thérèses Ehemann | Jacques Duby      | Walter Bluhm                | Hans Matz                   |
| Madame Raquin, seine Mutter      | Sylvie            | Ursula Krieg                | Friedel Nowack              |
| Henri, genannt „Riton“           | Roland Lessafre   | Horst Niendorf              | Kurt Kachlicki              |
| Georgette, Hotelangestellte      | Maria-Pia Casilio | Renate Danz                 | ?                           |
| Monsieur Michaud                 | Marcel André      | Walter Altenkirch           | Wilhelm Gröhl               |
| Monsieur Grivet                  | Martial Rèbe      | Erich Poremski              | Otto Dietrichs              |
| Arzt                             | Nerio Bernardi    | Otto Stoeckel               | Heinz Suhr                  |
| Zugkontrolleur                   | Paul Frankeur     | Knut Hartwig                | ?                           |

## Produktionsnotizen
Thérèse Raquin – Du sollst nicht ehebrechen wurde vom 2. März bis zum 28. April 1953 gedreht und am 6. November 1953 uraufgeführt. In Deutschland lief der Streifen am 20. August 1954 an und wurde am 20. Februar 1971 erstmals im Fernsehen (ZDF) gezeigt.
Die Bauten wurden von Paul Bertrand gestaltet.

## Auszeichnungen
Bei den Internationalen Filmfestspielen von Venedig wurde der Film 1953 für den Goldenen Löwen nominiert und gewann den Silbernen Löwen.
1955 wurde Thérèse Raquin mit dem Kinema-Jumpō-Preis ausgezeichnet.

## Kritik
„Emile Zolas moralische, ereignisreiche und milieugenaue Ehebruchsgeschichte wiederum verfilmt und wieder – nicht ohne psychologische Reize – in die Gegenwart übertragen. Diesmal sind Simone Signoret und Raf Vallone kräftig und sympathisch das gequälte, schuldige Paar. Marcel Carné (‚Die Kinder des Olymp‘) hat ruhig, beinahe schleppend inszeniert, dafür aber die familiäre Fron Thereses und die melancholische Verstrickung in beklemmende und zutreffende Bilder übersetzt.“

„… die Elemente, die in diesen Film eingefügt wurden, werden zu methodisch gezeigt, um irgendeinen starken, dramatischen Druck zu erzeugen. Der Zustand der Ehefrau und ihres Gatten werden lustlos beschrieben, und die Liebesgeschichte mit dem Lastwagenfahrer wird so passiv dargeboten, wie wenn jemand Schuhe anprobiert. Sogar die nervöse Anspannung, die nach den Morden vorgetäuscht wird, ist angesichts Marcel Carnés Regie lediglich eine klinische Injektion von Spannung. Das ist um so enttäuschender, als dass M. Carné eigentlich ein kraftvoller Regisseur ist, der glühende Leidenschaften in seine Filme einbringt, besonders wenn er mit so guten Darstellern wie Simone Signoret und Raf Vallone arbeitet. Fräulein Signoret spielt hier wie eine Frau in Trance, und Herr Vallone scheint frustriert darüber zu sein, nichts wirklich konkretes tun zu dürfen.“

„Stilgerechte Verfilmung des Romans von Zola. Eindringlich erzählt, geprägt von düster-fatalistischer Stimmung und brütender Schwere. Trotz hervorragender Darsteller eher unzugänglich und gelegentlich auch manieriert.“